# De spectaculis
De spectaculis (lat. Über die [im Theater, Zirkus usw. aufgeführten] Schauspiele) ist eine Schrift, die der Kirchenvater Tertullian Ende des 2. oder Anfang des 3. Jh. n. Chr. in lateinischer Sprache verfasste. Tertullian unterzieht die Schauspiele, die im öffentlichen kulturellen Leben des Römischen Reiches eine zentrale Rolle spielten, einer Kritik aus christlicher Sicht. Seine Beharrung auf den sittlichen Forderungen des Christentums geht dabei bis zum Fanatismus. Seine Sprache ist lebendig, drastisch, pathetisch und sarkastisch, bleibt auch von polemischen Seitenhieben und sophistischen Spitzfindigkeiten nicht frei.

## Aufbau und Inhalt
Die Schrift gliedert sich in 30 Kapitel, deren Themenschwerpunkte mehrfach wechseln:
- Klassifizierung und Beschreibung der spectacula (Wagenrennen (ludi circenses), Bühnendarstellungen (scaenicae res), Wettkampf (agon), Gladiatorenkampf (munus)), verbunden mit deren Kritik
- moralische und sonstige Mängel der Heiden, insbesondere in Bezug auf die spectacula
- Gründe für den Christen, die spectacula zu meiden

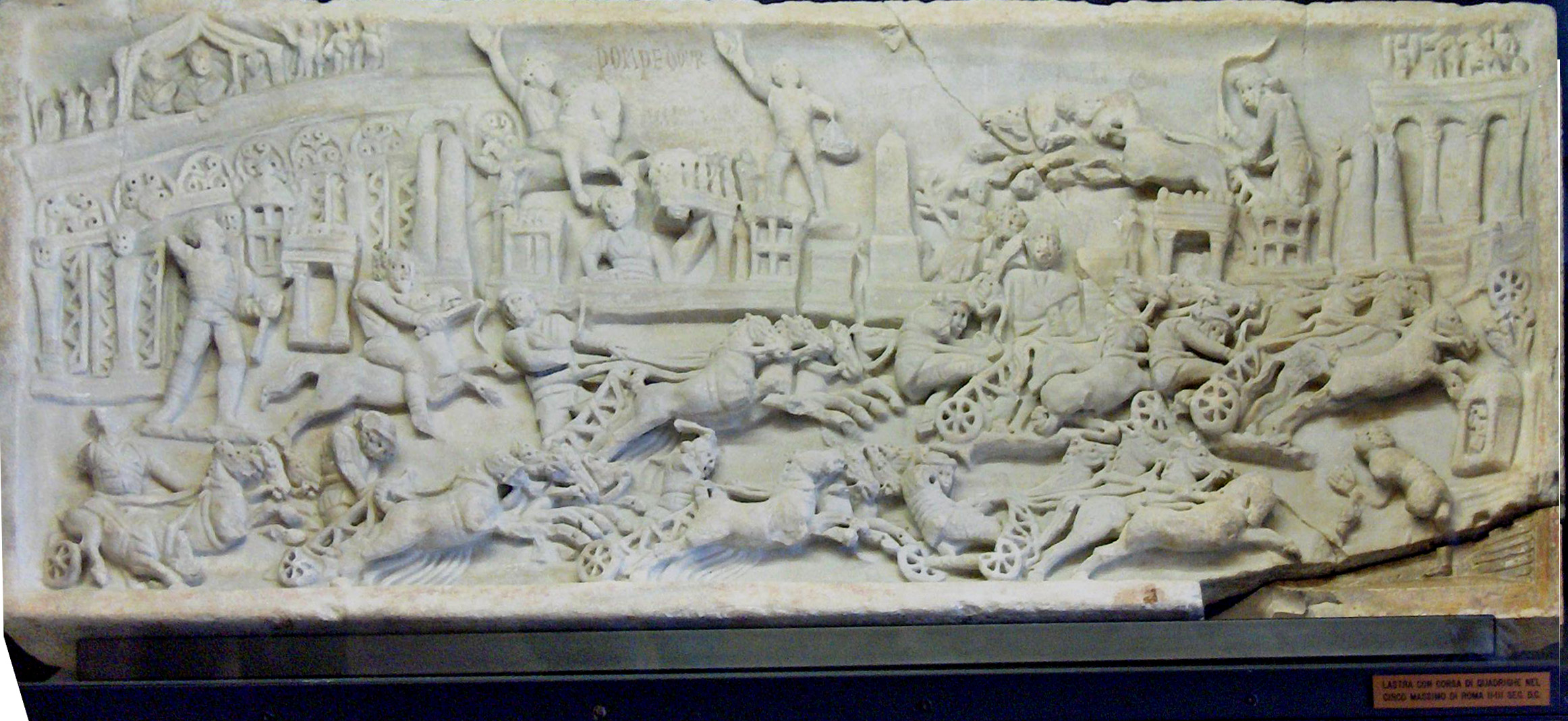
Römisches Halb-Relief mit einem Quadriga-Rennen im Circus Maximus. Rom (2.–3. Jh.)

- Lob des Christentums

### Wagenrennen (ludi circenses)
In Kapitel 5 und 6 trägt Tertullian Informationen über die Entwicklung der Spiele aus dem Totenkult der Etrusker und über die römischen Feste wie Liberalia und Consualia zusammen. Er beruft sich dabei auf Sueton und Timaios von Tauromenion. In Kapitel 16 liefert er dagegen eine lebhafte Schilderung der lärmenden und tobenden Zuschauer. Schon diese hasserfüllte Raserei sei für Christen ein Grund, den Circus zu meiden.

### Bühnendarstellungen (scaenicae res)
Die Bühnendarstellung, das Theater, wird in Kapitel 10 nur mit ebrietas et libido, Trunkenheit und Wollust, verbunden. In Kapitel 17 erwähnt er die Atellane, eine derbe, bäuerliche Posse und findet tadelnde Worte gegen die Pantomime, die sich in augusteischer Zeit zur Hauptform der gehobenen Bühnenrezitation für ein gebildetes Publikum entwickelt hatte. In Kapitel 23 werden die Schauspieler noch einmal wegen ihrer Falschheit und Fälschungen angegriffen: Vortäuschung eines Affektes, eines anderen Geschlechts, ja einer anderen Körpergröße durch den Kothurn seien dem Christen unerträglich. Zwar werden in Kapitel 27 widerwillig einige positive Züge der Bühnenliteratur anerkannt (Wohlklang, sprachliche Harmonie), dies wird aber sofort zur verführenden Verdeckung der Gefahr durch den Teufel erklärt.

### Wettkampf (agon)
Tertullian nennt in Kapitel 11 die Olympischen Wettkämpfe für Jupiter, die Kapitolinischen Wettkämpfe und die Nemeischen Spiele für Hercules. Mit dieser Beziehung zu heidnischen Göttern seien sie für den Christen unakzeptabel. In Kapitel 18 werden dann die Grausamkeit und Unwürdigkeit des Kampfes geschildert, mit der Verunstaltung des menschlichen Antlitzes, d. h. des Ebenbildes Gottes.

### Gladiatorenkampf (munus)
Wie bei den Wagenrennen verweist Tertullian auch bei den Gladiatorenkämpfen auf deren Herkunft aus dem Totenkult (Kapitel 12). Er schildert die Kämpfe und Menschenopfer am Grab eines Verstorbenen, die auch durch andere Quellen bestätigt werden. In Kapitel 19 wird die besondere Grausamkeit und Ruchlosigkeit dieser spectacula angeprangert, die doch die berühmtesten und beliebtesten der römischen Welt waren.

### Gründe für den Christen, diespectaculazu meiden
Alle Beschreibungen der spectacula sind mit Gründen für ihre Ablehnung versehen. In einigen Kapiteln stellt Tertullian aber ihre generelle Verwerflichkeit dar. In Kapitel 14 führt er den Besuch aller spectacula auf die Sucht nach Vergnügen (voluptas) zurück. In Kapitel 15 stellt er noch einmal die Aspekte des Götzendienstes (idolatria) zusammen, der für ihn bei allen Formen des Schauspiels der Hauptgrund ist, dass der Christ jede verderbliche Berührung damit vermeiden solle. Mehr eine spöttische Nebenbemerkung ist Kapitel 22, in dem er den Heiden vorwirft, die Akteure des Schauspiels zwar zu lieben, ja anzubeten, ihnen aber doch die bürgerlichen Ehrenrechte zu versagen.
Am Ende der Schrift werden dann in Kapitel 29 die wahren Freuden des Christen bei Betrachtung der christlichen Wahrheit und Dichtung gezeigt, während den Heiden in Kapitel 30 ein furchtbarer Tag des Gerichtes in lebhaften Farben ausgemalt und angedroht wird.

## Überlieferung und Weiterleben
De spectaculis ist die erste umfassende Behandlung der Spiele durch einen Kirchenvater. Spätere Kirchenlehrer haben von der dort angesammelten Polemik Gebrauch gemacht. Direkte Beeinflussung lässt sich allerdings nur für die zeitnahen Kirchenschriftsteller Cyprian von Karthago und Novatian nachweisen.
Im 16. Jahrhundert wurde das Werk mehrfach ediert, u. a. von Sigismund Gelenius und Jacobus Pamelius. Diese Editionen und einige Handschriften benutzte Eligius Dekkers für seine Edition von 1954. Karl-Wilhelm Weeber erstellte 1988 eine kommentierte Edition mit Übersetzung in die deutsche Sprache.

## Textausgaben und Übersetzungen
- Eligius Dekkers: Q. S. Fl. Tertulliani de spectaculis, Turnholt 1954.
- Karl Adam Heinrich Kellner: Über die Schauspiele in Tertullians sämtliche Schriften, Köln 1882.
- Karl-Wilhelm Weeber: De spectaculis, Über die Spiele, Stuttgart 1988